# Escola Brasileira de Administração Pública e de Empresas

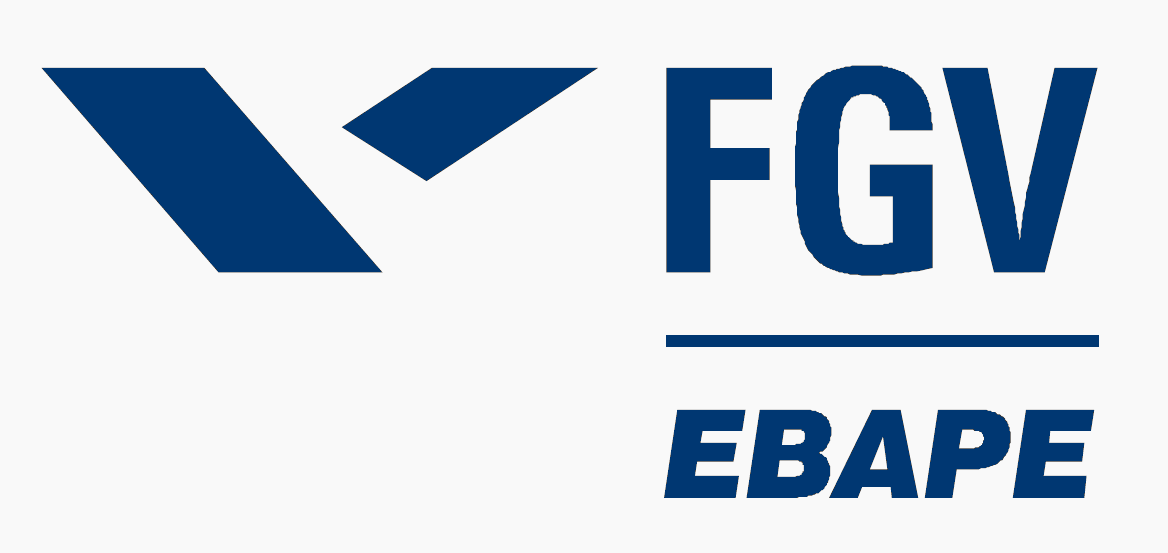
Logo da Escola Brasileira de Administração Pública e de Empresas (EBAPE)

A Escola Brasileira de Administração Pública e de Empresas (EBAPE) é uma divisão da Fundação Getúlio Vargas (FGV) voltada para a formação superior em administração pública e privada.
Sediada na cidade do Rio de Janeiro, a Escola implantou a formação sistematizada em administração no Brasil, ao instituir o primeiro curso de graduação em administração no país.

## A Escola
A EBPE foi a primeira escola de administração pública do Brasil e da América Latina, tendo sido criada em 15 de abril de 1952, por meio de uma parceria entre a FGV e a Organização das Nações Unidas, como Escola Brasileira de Administração Pública. Em 2002, passou a se chamar Escola Brasileira Administração Pública e de Empresas.
Seu programa de mestrado em Administração Pública foi criado em 1967.
Além de ministrar cursos de administração em nível de pós-graduação, a Escola mantém um amplo programa de pesquisas e consultoria técnica a empresas e entidades do governo.
Na área de ensino, ao lado do curso de mestrado em Administração Pública, do mestrado em Gestão Empresarial, do doutorado em Administração e dos cursos de especialização, a EBAPE ministra cursos de extensão e especialização para funcionários e gestores de empresas estatais e mantém programas de formação e educação continuada abertos que atendem a mais de quatro mil participantes por ano.
Os projetos de pesquisa desenvolvidos pela Escola incluem as áreas de governo e administração, gerência do setor público e privado, políticas públicas, gestão social, educação em administração pública e conjuntura do setor público. A EBAPE também publica bimestralmente a Revista de Administração Pública (RAP), criada em 1967.
A Escola estimula a cooperação interinstitucional e programas de intercâmbio. Ao longo dos anos esses programas incentivam o desenvolvimento de pesquisas conjuntas com outras Escolas de Administração e projetos de assessoria técnica.
As políticas acadêmicas da EBAPE são formuladas pelo Conselho Consultivo, integrado por seus professores. Cabe à Diretoria a responsabilidade pela administração da Escola, através dos Centros de Formação Acadêmica e Pesquisa, de Pós-Graduação Lato-Sensu e Consultoria, Treinamento e Desenvolvimento Gerencial.
Além das atividades exercidas em sua sede no Rio de Janeiro, a EBAPE ampliou e consolidou seu trabalho em núcleos regionais por todo país e no estrangeiro. Programas especiais de treinamento e consultoria técnica são mantidos em Brasília e em outras cidades brasileiras.
Em 2009, a Escola recebeu a maior nota entre as instituições do país, na avaliação do MEC. A instituição obteve 469 pontos numa escala de 0 a 500 e recebeu nota 5, sendo qualificada como uma instituição de excelência. Todos os professores que lecionam em tempo integral têm doutorado.
A escola tem 360 alunos de graduação e oferece dois cursos de mestrado e um de doutorado. No total, há menos de 800 alunos matriculados. Em 2008, a Ebape ficou em terceiro lugar no ranking de faculdades. "Nossa missão é trabalhar com o máximo de qualidade, mesmo tendo poucos alunos. Investimos muito em pesquisa", disse o diretor da Ebape, Flávio Vasconcelos.